# Іглиця флоридська
Іглиця флоридська (Syngnathus floridae) — вид морських іглиць, що мешкає в західній Атлантиці від Бермуд, Чесапікської бухти (США), північної частини Мексиканської затоки, Багам і західної частини Карибського моря до Панами на південь. Морська субтропічна демерсальна риба, що мешкає на глибинах до 22 м, зазвичай до 4 м. Сягає 25,0 см довжиною.